# Circonscription de Yayo
Pour les articles homonymes, voir Yayo.
La circonscription de Yayo est une des 177 circonscriptions législatives de l'État fédéré Oromia, elle se situe dans la Zone Illubabor. Son représentant actuel est Geremew Uga Merga.